# Marc Chesney
Marc Chesney (* 1959) ist ein Wirtschaftswissenschaftler. Von 2003 bis 2024 lehrte er als Professor für Finanzmathematik an der Universität Zürich.

## Leben
Chesney studierte Mathematik an der Universität Paris VII (DEUG 1979, licence 1980, maîtrise 1981). Anschließend machte er dort forschungsorientierte postgraduale Abschlüsse (Diplôme d’études approfondies) in Angewandter Mathematik (1983) und Ökonometrie (1984). 1986 erwarb Chesney auch ein Diplom in Ökonomie an der Universität Genf. 1989 wurde er ebendort mit Auszeichnung in Finanzwirtschaft promoviert. Er habilitierte sich 1994 an der Sorbonne.
Ab 2003 lehrte und forschte Chesney als Professor of Quantitative Finance an der Universität Zürich.
Zehn Jahre nach der globalen Finanzkrise von 2007 bis 2008 analysierte er, dass das Finanzsystem weiterhin wiederkehrende Krisen generiert, von denen es in großem Umfang profitiert. Er entwickelt eine kritische Analyse der Finanzcasinowirtschaft und der Vermarktung des Lebens.
Neben Oswald Sigg und anderen ist er Mitinitiator der Eidgenössischen Volksinitiative „Mikrosteuer auf dem bargeldlosen Zahlungsverkehr“, welche 2021 im Sammelstadium scheiterte.

## Veröffentlichungen (Auswahl)
STOPP - Gegen die Vermarktung und Zerstörung der Natur -  ist  der Titel der in mehreren Sprachen erscheinenden Veröffentlichung von Marc Chesney. In diesem auf langjährigem Nachdenken fußenden Buch nimmt der Autor eine kritische Analyse der Kasino-Finanz, der Vermarktung der Natur und der politischen Macht vor. Er stellt fest, dass die Demokratie ist zu einer Maske der Tugend verkommen ist, hinter der sich der Despotismus zynischer und skrupelloser Oligarchen verbirgt, die vor nichts zurückschrecken, um ihren Reichtum und ihre Macht zu vermehren. Die Freiheit, die Umwelt zu vernichten, Lebewesen in großem Maßstab zu zerstören, den Ausstoß von Treibhausgasen zu erhöhen, groteske und sinnlose Reichtümer anzuhäufen und letztendlich die Arbeits- und Lebensbedingungen der meisten Menschen zu verschlechtern, ist in Wirklichkeit eine Diktatur. Ziel dieses Buches ist es, das Gefühl der Ohnmacht, angesichts vergangener, gegenwärtiger und wenn nichts unternommen wird zukünftiger Katastrophen, zurückzudrängen. Noch ist Zeit zu reagieren, die drohende «Dampfwalze» einer globalen Erwärmung oder eines nuklearen Winters zu stoppen... Das Buch zeigt Lösungsansätze. Westend Verlag, August 2025, ISBN 978-3-98791-315-0.
- Monique Jeanblanc, Marc Yor, Marc Chesney: Mathematical Methods for Financial Markets. Springer, Heidelberg 2009.
- Marc Chesney: Die Umwandlung des Kapitalismus und seine Finanzdurchdringung. In: Georg Pfleiderer (Hrsg.): Kapitalismus - eine Religion in der Krise I. Pano, Basel 2013, S. 325–368.
- Marc Chesney: Vom Großen Krieg zur permanenten Krise. Versus, Zürich 2014, ISBN 978-3-03909-171-3.
- Marc Chesney: La crise permanente: L'oligarchie financière et l'échec de la démocratie. Pu Polytechnique, Lausanne 2020, ISBN 978-2-88915-363-3.
- Marc Chesney: Die permanente Krise: Der Aufstieg der Finanzoligarchie und das Versagen der Demokratie. Versus, Zürich, 2., überarb. u. erw. Auflage 2019, ISBN 978-3-03909-261-1.
- Marc Chesney: Zum Widerspruch zwischen der Logik des Finanzsektors und den Prinzipien des Liberalismus. In: Georg Pfleiderer et al (Hrsg.): Aspekte von Risiko, Vertrauen, Schuld. Pano, Zürich 2015, S. 59–76.
- Marc Chesney La crisis permanente : La oligarquía financiera y el fracaso de la democracia. In: Editorial Bellaterra, Barcelona, Januar 2021
- Marc Chesney: Der Widerspruch zwischen Neoliberalismus und liberaler Demokratie am Beispiel des Finanzmarktes. In: Demokratie in der Krise, Chronos Verlag, Zürich, January 2016
- Marc Chesney, Jonathan Gheyssens, Anca Pana, Luca Taschini: Environmental finance and investments. 2. Auflage. Springer, 2016, ISBN 978-3-662-48174-5.
- Marc Chesney: L'injustice sociale à l’heure de la financiarisation et de la digitalisation de l’économie.  In: Filosofia e teologia, Vol. 2, S. 243–251, Dezember 2021
- Peter Seele, Marc Chesney: Toxic sustainable companies: a critique on the shortcomings of current corporate sustainability ratings and a definition of ‘financial toxicity’. Journal of Sustainable Finance & Investment. Volume 7, 2017 - Issue 2. doi:10.1080/20430795.2016.1238213